# الحزب الديمقراطي الكردستاني الإيراني

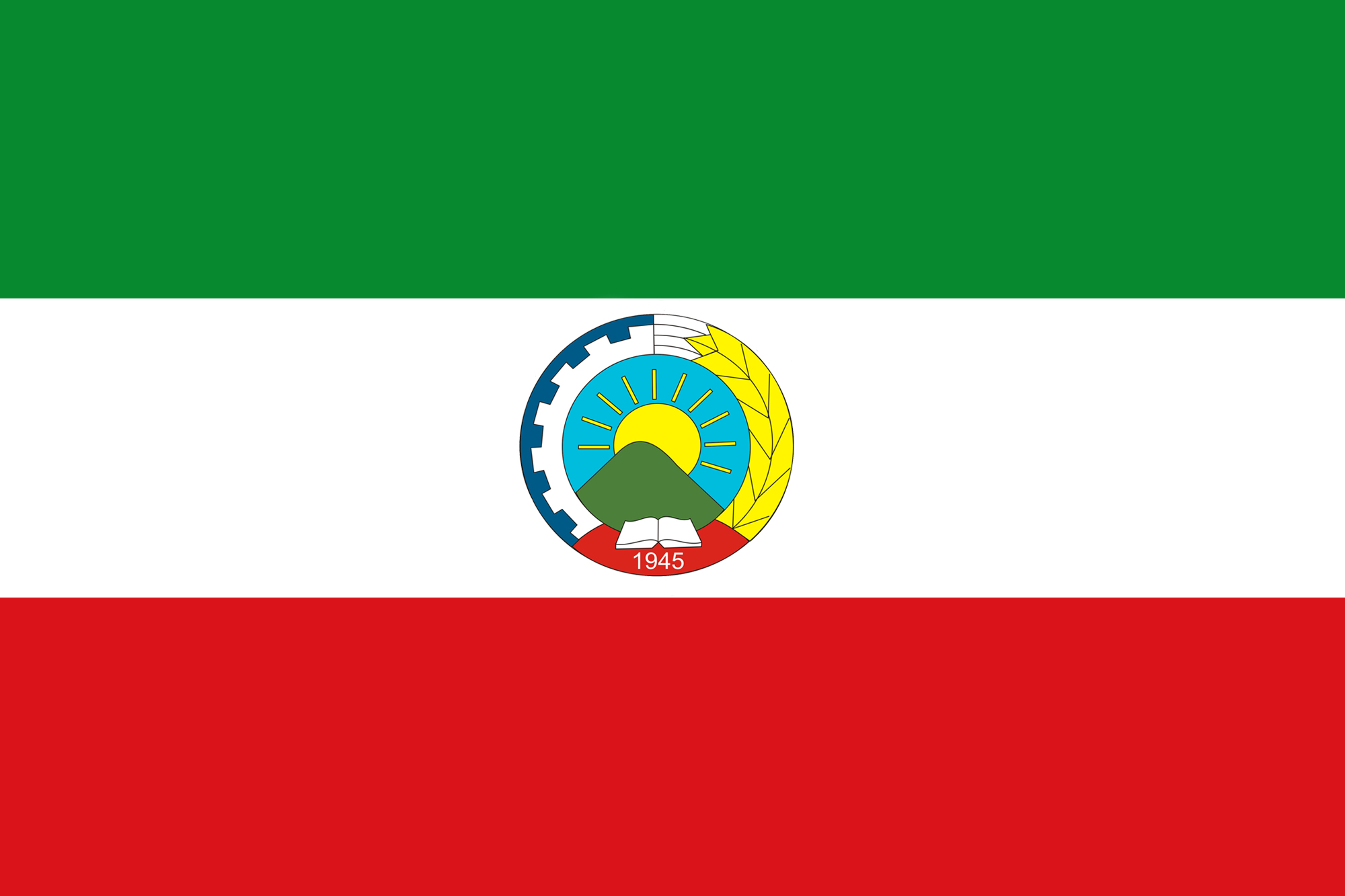

حزب الديمقراطي الكردستاني الإيراني (بالكردية: حيزبی دێموكراتی كوردستانی ئێران) (بالفارسیة: حزب دموکرات کردستان ایران) هو حزب سياسي كردي في كردستان الإيرانية التي تسعى إلى تحقيق الحقوق الوطنية الكردية داخل جمهورية فيدرالية ديمقراطية إيران.